# Саидов, Саид Магомедович
Саид Магомедович Саидов (род. 24 августа 1994, Махачкала) — российский самбист, бронзовый призёр чемпионатов России по боевому самбо 2016, 2017, 2018, 2019, 2022 годов, чемпион (2022) и серебряный призёр (2024) чемпионатов Европы, чемпион мира 2022 и 2023 годов, мастер спорта России. 1 марта 2023 года в Перми стал победителем чемпионата России в весовой категории до 88 кг. 18 ноября 2024 года ему было присвоено звание заслуженный мастер спорта России.

## Спортивные достижения
- Чемпионат России по боевому самбо 2016 — ;
- Чемпионат России по боевому самбо 2017 — ;
- Чемпионат России по самбо 2018 — ;
- Чемпионат России по самбо 2019 — ;
- Чемпионат России по самбо 2022 — ;
- Чемпионат России по самбо 2023 — ;
- Чемпионат России по самбо 2024 — ;